# Чакрит Ямнам
Чакрит Ямнам  (ชาคริต แย้มนาม, англ. Shahkrit Yamnam; родился 25 июня 1978 года в Бангкоке) — таиландский актёр.

## Биография
Чакрит Ямнам - тайский актер кино и телевидения, также известный под сценическим именем Крит. У него достаточно большая фильмография. Всемирную известность он приобрёл в фильме 2008 года Опасный Бангкок, где он сыграл вместе с Николасом Кейджем одну из главных ролей.

## Избранная фильмография
- Kon puan sai fah (1998)
- Rak awk baep mai dai (1998)
- Февраль (2003)
- Yaowarat (2003)
- Охота на зверя (2003)
- Опапатика: Битва бессмертных (2007)
- Опасный Бангкок (2008)
- Валентинка (2008)
- Мгновение в июне (2008)
- 4 романса (2008)
- Моя бывшая (2010)
- Лучший телохранитель (2010)
- Бой с тенью 3D: Последний раунд (2011)
- Час призраков (2012)
- Призрак на подработке (2014)
- 4 короля (2014)
- Mae Bia (2015)
- Luk Thung Signature (2016)